# Garage Inc.
Garage Inc. é um álbum de covers da banda estadunidense de heavy metal Metallica lançado em 1998. A versão de "Whiskey in the Jar" venceu o Grammy Award em 1999 na categoria Melhor Desempenho de Hard Rock.

## Faixas

### Disco 1
Faixas gravadas especialmente para o álbum.
1. "Free Speech for the Dumb" (Maloney, Morris, Roberts, Wainwright) (cover de Discharge) – 2:35
2. "It's Electric" (Harris, Tatler) (cover de Diamond Head) – 3:33
3. "Sabbra Cadabra/A National Acrobat" (Black Sabbath) (cover de Black Sabbath) – 6:20
4. "Turn the Page" (Seger) (cover de Bob Seger) – 6:06
5. "Die, Die My Darling" (Danzig) (cover de Misfits) – 2:29
6. "Loverman" (Cave) (cover de Nick Cave and the Bad Seeds) – 7:52
7. "Mercyful Fate Medley" (Diamond, Shermann) (cover de 5 canções do Mercyful Fate: "Satan's Fall", "Curse of the Pharaohs", "A Corpse Without Soul", "Into the Coven", e "Evil") – 11:11
8. "Astronomy" (Bouchard, Bouchard, Pearlman) (cover de Blue Öyster Cult) – 6:37
9. "Whiskey in the Jar" (tradicional canção Irlandesa) (baseada na versão de Thin Lizzy) – 5:04
10. "Tuesday's Gone" (Collins, Van Zant) (cover de Lynyrd Skynyrd) – 9:05
11. "The More I See" (Molaney, Morris, Roberts, Wainwright) (cover de Discharge; inclui trecho de "A Bridge of Sighs", de Robin Trower) – 4:48

- "Tuesday's Gone" gravada em uma transmissão radiofônica em dezembro de 1997, com vários convidados especiais.

### Disco 2
Coleção de covers gravados ao longo da carreira do Metallica, geralmente como lado B.
| The $5.98 E.P.: Garage Days Re-Revisited (1987) |                                 |                     |         |  |
| N.º                                             | Título                          | Artista original    | Duração |  |
| 1.                                              | "Helpless"                      | Diamond Head (1980) | 6:38    |  |
| 2.                                              | "The Small Hours"               | Holocaust (1983)    | 6:43    |  |
| 3.                                              | "The Wait"                      | Killing Joke (1980) | 4:55    |  |
| 4.                                              | "Crash Course in Brain Surgery" | Budgie (1971)       | 3:10    |  |
| 5.                                              | "Last Caress/Green Hell"        | Misfits (1980/1983) | 3:30    |  |

| Garage Days Revisited (lados B de "Creeping Death") (1984) |              |                     |         |  |
| N.º                                                        | Título       | Artista original    | Duração |  |
| 6.                                                         | "Am I Evil?" | Diamond Head (1980) | 7:50    |  |
| 7.                                                         | "Blitzkrieg" | Blitzkrieg (1981)   | 3:37    |  |

| Lados B (1988–1991) |                    |                            |         |  |
| N.º                 | Título             | Artista original           | Duração |  |
| 8.                  | "Breadfan"         | Budgie (1973)              | 5:41    |  |
| 9.                  | "The Prince"       | Diamond Head (1980)        | 4:26    |  |
| 10.                 | "Stone Cold Crazy" | Queen (1974)               | 2:19    |  |
| 11.                 | "So What"          | Anti-Nowhere League (1981) | 3:09    |  |
| 12.                 | "Killing Time"     | Sweet Savage (1981)        | 3:04    |  |

| Motörheadache (lados B do single limitado de "Hero of the Day") (1995) |                      |                  |         |  |
| N.º                                                                    | Título               | Original artist  | Duração |  |
| 13.                                                                    | "Overkill"           | Motörhead (1979) | 4:05    |  |
| 14.                                                                    | "Damage Case"        | Motörhead (1979) | 3:40    |  |
| 15.                                                                    | "Stone Dead Forever" | Motörhead (1979) | 4:52    |  |
| 16.                                                                    | "Too Late Too Late"  | Motörhead (1979) | 3:12    |  |
| Duração total:                                                         | Duração total:       | Duração total:   | 70:51   |  |

- "Last Caress/Green Hell" se encerra com "Run To The Hills" do Iron Maiden.
- "Breadfan" e "The Prince" estavam no single de "Harvester of Sorrow", "Stone Cold Crazy" em "Enter Sandman" (e uma compilação para o 40o aniversário do selo Elektra), "So What?" e "Killing Time" nos singles de "Sad but True" e "The Unforgiven".

## Créditos

### A banda
- Kirk Hammett – guitarra
- James Hetfield – guitarra base e vocal
- Jason Newsted – baixo e backing vocal
- Lars Ulrich – bateria
- Cliff Burton - baixo em "Am I Evil?" e "Blitzkrieg".

### Músicos adicionais em "Tuesday's Gone"
- John Popper – harmônica
- Jerry Cantrell – convidado especial
- Sean Kinney – convidado especial
- Les Claypool – banjo
- Pepper Keenan – convidado especial
- "Big" Jim Martin – convidado especial
- Gary Rossington – guitarra adicional

### Produção
- Produção - Bob Rock, James Hetfield e Lars Ulrich
- Engenharia de som - Mike Clink, Brian Dobbs, Jeffrey Norman, Csaba Petocz, Randy Staub e Toby Wright
- Assistência de engenharia - Leff Lefferts, Chris Manning e Kent Matcke
- Mixagem - Michael Fraser, Flemming Rasmussen e Randy Staub
- Masterização - George Marino
- Edição digital - Paul DeCarli e Mike Gillies
- Design - Andie Airfix
- Arte da capa - Ross Halfin
- Fotografia - Anton Corbijn, Ross Halfin e Mark Leialoha

## Posições musicais

### Álbum
| Ano  | Parada              | Posição |
| ---- | ------------------- | ------- |
| 1998 | The Billboard 200   | 2       |
| 1998 | Top Canadian Albums | 3       |

### Singles
| Ano  | Título                | Parada                     | Posição |
| ---- | --------------------- | -------------------------- | ------- |
| 1998 | "Turn the Page"       | Hot Mainstream Rock Tracks | 1       |
| 1999 | "Die, Die My Darling" | Hot Mainstream Rock Tracks | 26      |
| 1999 | "Turn the Page"       | Alternative Songs          | 39      |
| 1999 | "Whiskey in the Jar"  | Hot Mainstream Rock Tracks | 1       |